# Ferrocarril en Letonia

Líneas de ferrocarril en la Letonia moderna.

En 2010, Letonia contaba con 1.850,8 km de líneas de ferrocarril de vía ancha de uso público (incluidos 257,4 km electrificados) y una línea de ferrocarril de vía estrecha de 33,4 km Gulbene - Alūksne. En la actualidad, la organización y prestación del transporte ferroviario en Letonia corre a cargo de la sociedad anónima estatal "Latvijas dzelzcels" (LDz).

## Historia
En 1860 se inauguró la primera estación de ferrocarril de Letonia, Rītupe - Daugavpils, como parte de la línea principal del ferrocarril San Petersburgo-Varsovia. En 1861 se puso en marcha la primera línea de ferrocarril interior Riga - Daugavpils. En 1868 se completó el ferrocarril Riga - Jelgava. En 1877 se inauguró el ferrocarril Riga - Tukums. En 1889 se puso en funcionamiento el ferrocarril Riga - Valka - Pskov. En 1904 se puso en funcionamiento el ferrocarril privado Ventspils-Krustpils-Moscú. En 1915-1918, durante la Primera Guerra Mundial, se llevó a cabo una intensa reconstrucción ferroviaria y la construcción de nuevos ferrocarriles militares en Letonia.
En 1921, se introdujo el servicio de transporte directo de pasajeros en las rutas Riga-Berlín-París/Ostende. En 1923, se introdujo el servicio de transporte directo de pasajeros en las rutas "Nord-Express" Riga-Berlín-París con conexión Riga-Moscú. En 1925 se puso en funcionamiento la primera instalación de conmutación y señalización eléctrica de Letonia. En 1925, la empresa Fēnikss comenzó a construir un nuevo tipo de vagones de pasajeros. En 1925-1929, se construyó el ferrocarril Liepāja - Gluda. En 1930, se inició la construcción y explotación de vagones equipados con motores de combustión interna. En 1933 comenzó la producción de locomotoras de vapor en los talleres ferroviarios de Liepāja. En 1937, se pusieron en funcionamiento las líneas ferroviarias Riga - Ergli y Riga - Rūjiena. En 1938, se abrió un taller de soldadura de rieles. En 1940, las locomotoras comenzaron a utilizarse para trabajos de maniobra.
En 1940, la Junta Directiva de los Ferrocarriles de Letonia dejó de existir y fue sustituida por el Comisariado del Pueblo para el Transporte por Carretera de la URSS, la Junta de los Ferrocarriles de Letonia. En 1942 se creó la Dirección de Carreteras alemana Reichsverkehrdirektion Riga. En 1950, se electrificó el tramo Riga-Dubulti; se pusieron en servicio trenes eléctricos fabricados por RVR. En 1957 se introdujeron las locomotoras diésel. En 1957, el material rodante se equipó con dispositivos de acoplamiento automático. En 1963, los ferrocarriles de Estonia, Letonia y Lituania se fusionaron en el "Ferrocarril Báltico" (Прибалтийская железная дорога). Los trenes diésel comenzaron a funcionar en 1964. En 1965, se completó la reconstrucción de la estación de pasajeros de Riga. En 1967, se pusieron en funcionamiento las locomotoras eléctricas de batería. En 1972 se fundó el Centro de Informática. En 1973 comenzó la instalación de equipos para el control de los casquillos calientes en el material rodante de las líneas ferroviarias letonas. En 1976 se produjo un trágico accidente en la estación de Jugla.
En 1992, la empresa estatal Latvijas dzelzceļš se hizo cargo de las vías y las empresas ferroviarias situadas en el territorio de Letonia del Ministerio de Transporte por Carretera de la URSS. En 2001, se creó Pasažieru vilciens a/s para el transporte nacional de pasajeros. En 2003 finalizó la reconstrucción del nudo ferroviario de Ventspils y en 2008 el programa de modernización de los trenes eléctricos financiado por la Unión Europea.

## Líneas ferroviarias modernas de Letonia
| Línea ferroviaria (año de construcción) | Tramos de ferrocarril en la actualidad                                                                      | Antiguos nombres                              | Notas                                                                                                 |
| --------------------------------------- | --- | --------------------------------------------- | --- |
| Rītupe—Daugavpils (1860)                | valsts robeža—Kārsava—Rēzekne I Rēzekne I—Daugavpils                                                        | Sanktpēterburga—Varšava                       | El tramo Rītupe-Abrene-Skangaļi está en territorio ruso.                                              |
| Rīga—Daugavpils (1861)                  | Rīga—Krustpils Krustpils—Daugavpils                                                                         | Rīga—Orla (vēsturiski)                        | |
| Daugavpils—Zemgale (1862)               | Daugavpils šķir.—Kurcums—valsts robeža                                                                      | Sanktpēterburga—Varšava                       | La estación de Zemgale ya no existe.                                                                  |
| Daugavpils—Indra (1866)                 | Daugavpils—Indra—valsts robeža                                                                              | Daugavpils—Vitebska Rīga—Orla (vēsturiski)    | |
| Rīga—Jelgava (1868)                     | Rīga—Jelgava                                                                                                | Torņakalns-Jelgava                            | |
| Liepāja—Vaiņode (1871)                  | valsts robeža—Vaiņode—Priekule—valsts robeža Liepāja—Priekule                                               | Liepāja—Kaišadore Liepāja—Romni (vēsturiski)  | No se utiliza.                                                                                        |
| Rīga—Bolderāja (1873)                   | Zasulauks—Bolderāja                                                                                         |                                               | |
| Grīva—Eglaine                           | valsts robeža—Eglaine—Daugavpils pas.                                                                       | Radvilišķi—Daugavpils                         | |
| Jelgava—Reņģe (1873)                    | Glūda—Reņģe—valsts robeža                                                                                   | Jelgava—Mažeiķi                               | |
| Rīga—Tukums (1877)                      | Torņakalns—Tukums II                                                                                        | Rīga—Ventspils (neoficiāli)                   | |
| Rīga—Valka (1889)                       | Rīga—Lugaži—valsts robeža                                                                                   | Rīga—Pleskava (vēsturiski)                    | |
| Ventspils—Zilupe (1901-1904)            | Ventspils—Tukums II Tukums II—Jelgava Jelgava—KrustpilsKrustpils—Rēzekne II Rēzekne II—Zilupe—valsts robeža | Ventspils—Maskava—(Ribinska) (vēsturiski)     | Actualmente también se utiliza Ventspils-Indra (como principal corredor de tránsito).                 |
| Pļaviņas—Valka (1903)                   | Pļaviņas—GulbeneGulbene—Alūksne                                                                             |                                               | El tramo Alūksne-Ape-Valka es demolido, la línea Gulbene-Alūksne funciona como línea de vía estrecha. |
| Jelgava—Meitene (1915)                  | Jelgava—Meitene—valsts robeža                                                                               | Šauļi—JelgavaJelgava—Tilzīte (vēsturiski)     | |
| Liepāja—Glūda (1928)                    | Jelgava—Liepāja                                                                                             | Rīga—Liepāja (neoficiāli)                     | |
| Rīga—Ērgļi (1937)                       | Rīga Preču—Saurieši                                                                                         | Rīga—Ērgļi—Madona—Lubāna—Kārsava (projektēta) | Sección de Saurieši-Ērgļi demolida.                                                                   |
| Rīga—Rūjiena (1937)                     | Zemitāni—Skulte                                                                                             | Rīga—Tallina                                  | La línea Riga-Skulte está en funcionamiento hoy en día, el tramo Skulte-Rūjiena ha sido demolido.     |
| Daugavpils apvedceļi                    | Ceļa postenis 524.km—Ceļa postenis 401.km Ceļa postenis 191.km—Ceļa postenis 524.km                         |                                               | |
| Rīgas savienojošās līnijas              | Zemitāni—Šķirotava Šķirotava—Rīga Preču Lāčupe—Iļģuciems                                                    |                                               | |
| Čiekurkalns—Rīga Krasta                 | Čiekurkalns—Rīga Krasta                                                                                     |                                               | |
| Jaunkalsnava—Veseta                     | Jaunkalsnava—Veseta                                                                                         |                                               | |